# Лагос-де-Ковадонга

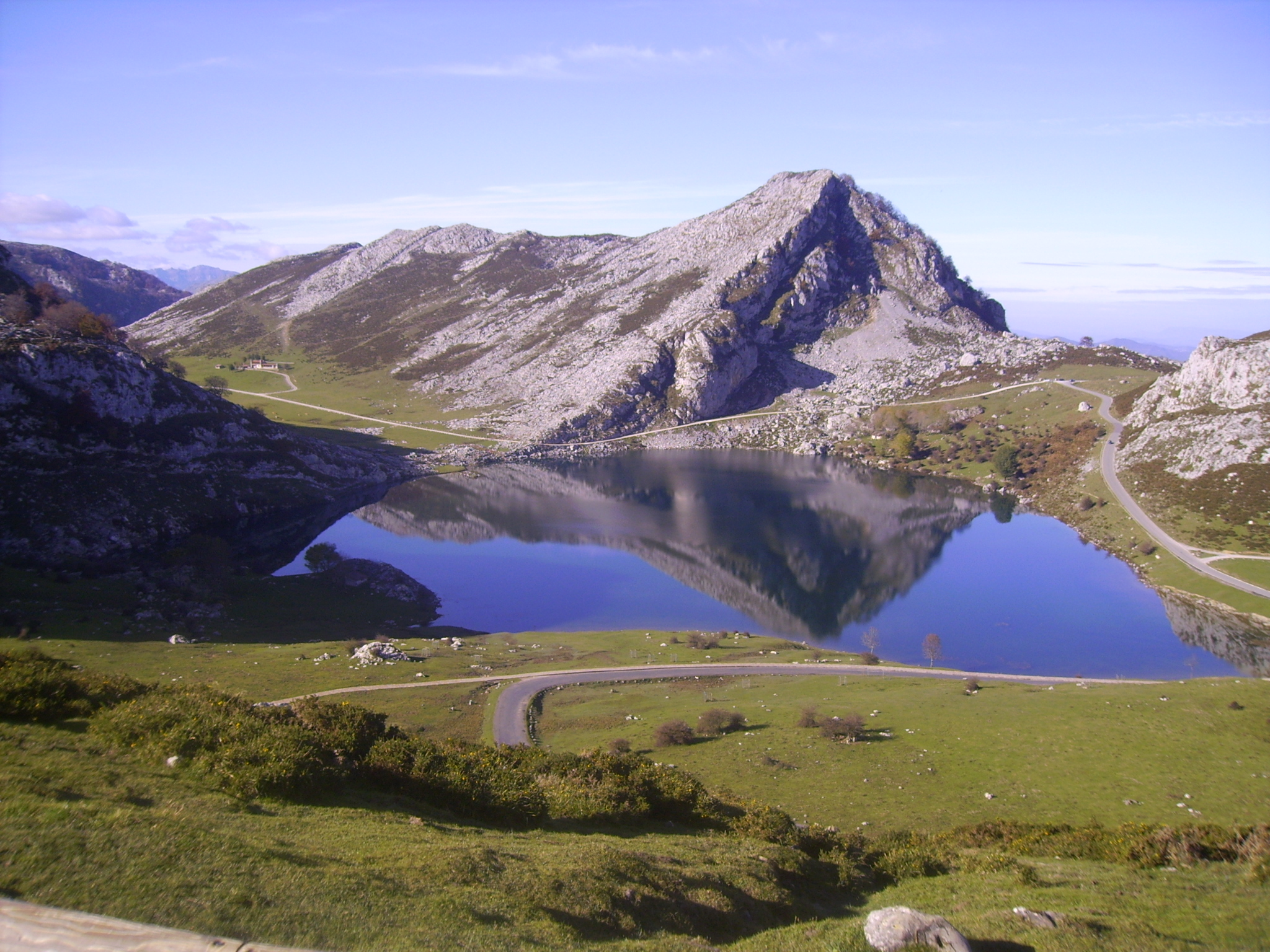
Озеро Эноль, вид с и Ла Пикота

Лагос де Ковадонга (исп. Lagos de Covadonga или астур. Llagos de Cuadonga, буквально — «Озёра Ковадонга») — горная местность расположенная в регионе Астурии (Испания) на высоте 1134 метров над уровнем моря и включающая небольшие озёра ледникового происхождения Эноль и Эрсина, а также появляющееся только во время оттепели Брициаль. Местность является центром Национального парка Пикус-де-Европа, созданном в 1918 году и расположенном на одноимённом хребте. В Астурии известны просто как Los Lagos (Озёра).
Популярность получила в 1983 году, после того как на ней стали финишировать этапы на гранд-туре Вуэльта Испании, привлекая туристов, особенно любителей велоспорта.

## Велоспорт
Лагос де Ковадонга впервые появилась на Вуэльте Испании 2 мая 1983. На этапе, стартовавшем из Агилар-де-Кампоо и проходившем при ветряной и дождливой погоде, победу одержал испанец Марино Лехаррета. А будущий победитель всей гонки, француз Бернар Ино, сравнил этот подъём с легендарным восхождением на Альп-д'Юэз, что принесло Озёрам всемирную известностью. За несколько дней до гонки с учётом того, что эти озёра известны ещё и как Los lagos de Enol (озёра Эноль), спортивные журналисты сделали каламбур с игрой слов перед грядущей "битвой" назвав их Los lagos de Hinault (озёра Ино), имя которого в то время уже имело большую известность в мире велоспорта. С тех пор на Вуэльте этап с финишем на Лос Лагосе присутствует регулярно.
Основной подъём имеет протяжённость 14 км с перепадом высоты 962 м и средним градиентом 6,87% и начинается в районе Святилища Ковадонги. После плавного подъезда (~2%) к нему дорога сразу начинает набирать крутизну — с 5% градиента постепенно достигая отметки в 10%. Самый сложный участок находится между 7-м и 9-м км, в районах, известных как La Huesera (прямая 800 м с градинтами от 12 до 15 %) и Mirador de la Reina (с градиентами 14 и 15 %). На последней трети дистанции находятся два участка, где дорога идёт под спуск, что сказывается на итоговом среднем градиенте. 
Первый спуск за 3 км до финиша, имеющий U-образный поворот в совокупности с крутым уклоном (-12%) и продолжительностью в несколько сотен метров, достаточно сложен. Второй располагается примерно за 1,5 км до финиша, он более пологий (-7%) и прямой, а его большая часть проходит вдоль озера Эноль. После этого следует финальный отрезок с градиентом до 10%

### Победители этапа Лагос де Ковадонга (мужчины)
| Год  | Велогонщик          | Страна         |
| ---- | ------------------- | -------------- |
| 1983 | Марино Лехаррета    | Испания        |
| 1984 | Раймонд Дитцен      | Германия       |
| 1985 | Педро Дельгадо      | Испания        |
| 1986 | Роберт Миллар       | Великобритания |
| 1987 | Луис Эррера         | Колумбия       |
| 1989 | Альваро Пино        | Испания        |
| 1991 | Луис Эррера         | Колумбия       |
| 1992 | Педро Дельгадо      | Испания        |
| 1993 | Оливерио Ринкон     | Колумбия       |
| 1994 | Лоран Жалабер       | Франция        |
| 1996 | Лоран Жалабер       | Франция        |
| 1997 | Павел Тонков        | Россия         |
| 2000 | Андрей Зинченко     | Россия         |
| 2001 | Хуан Мигель Меркадо | Испания        |
| 2005 | Эладио Хименес      | Испания        |
| 2007 | Владимир Ефимкин    | Россия         |
| 2010 | Карлос Барредо      | Испания        |
| 2012 | Антонио Пьедра      | Испания        |
| 2014 | Пшемыслав Немец     | Польша         |
| 2016 | Наиро Кинтана       | Колумбия       |
| 2018 | Тибо Пино           | Франция        |
| 2021 | Примож Роглич       | Словения       |
| 2024 | Марк Солер          | Испания        |

### Победители этапа Лагос де Ковадонга (женщины)
| Год  | Велогонщица    | Страна     |
| ---- | -------------- | ---------- |
| 2023 | Деми Воллеринг | Нидерланды |